# کلیسای شوغاگات مقدس
کلیسای سورپ شوغاگات (به ارمنی: Սուրբ Շողակաթ մատուռ) متعلق به کلیسای حواری ارمنی است که در انتهای خیابان شهناز، جنب کارخانه چرم خسروی سابق، دانشگاه هنر اسلامی تبریز فعلی واقع شده‌است.
گورستان ارامنه تبریز در زمین بزرگی که متعلق به ارامنه تبریز می‌باشد در کنار این کلیسا موجود است.

## پیشینه
کلیسای شوغاگات مقدس را «سیمون منوچهریان»، مدیر کارخانهٔ چرم سازی، در سال ۱۹۴۰ میلادی (۱۳۱۹ خورشیدی) در گورستان ارامنهٔ تبریز بنا نمود. شوغاگات مقدس یکی از راهبه‌های مقدس مسیحی است و بانی کلیسا برای یادبود مادر خود، شوغاگات، این نام را برای کلیسا انتخاب کرده‌است. گورستان ارامنهٔ تبریز در ابتدای خیابان امامیه واقع شده و از ۱۸۵۶ میلادی متوفیان ارمنی در این محل دفن شده‌اند. این زمین در تاریخ فوق از سوی اسقف ساهاک ساتونیان، خلیفهٔ وقت ارامنهٔ آذربایجان، خریداری شد و به این امر اختصاص یافت. قبل از این تاریخ، محوطهٔ کلیسای مریم ننه مارالان گورستان ارامنهٔ تبریز بود.

## معماری بنا

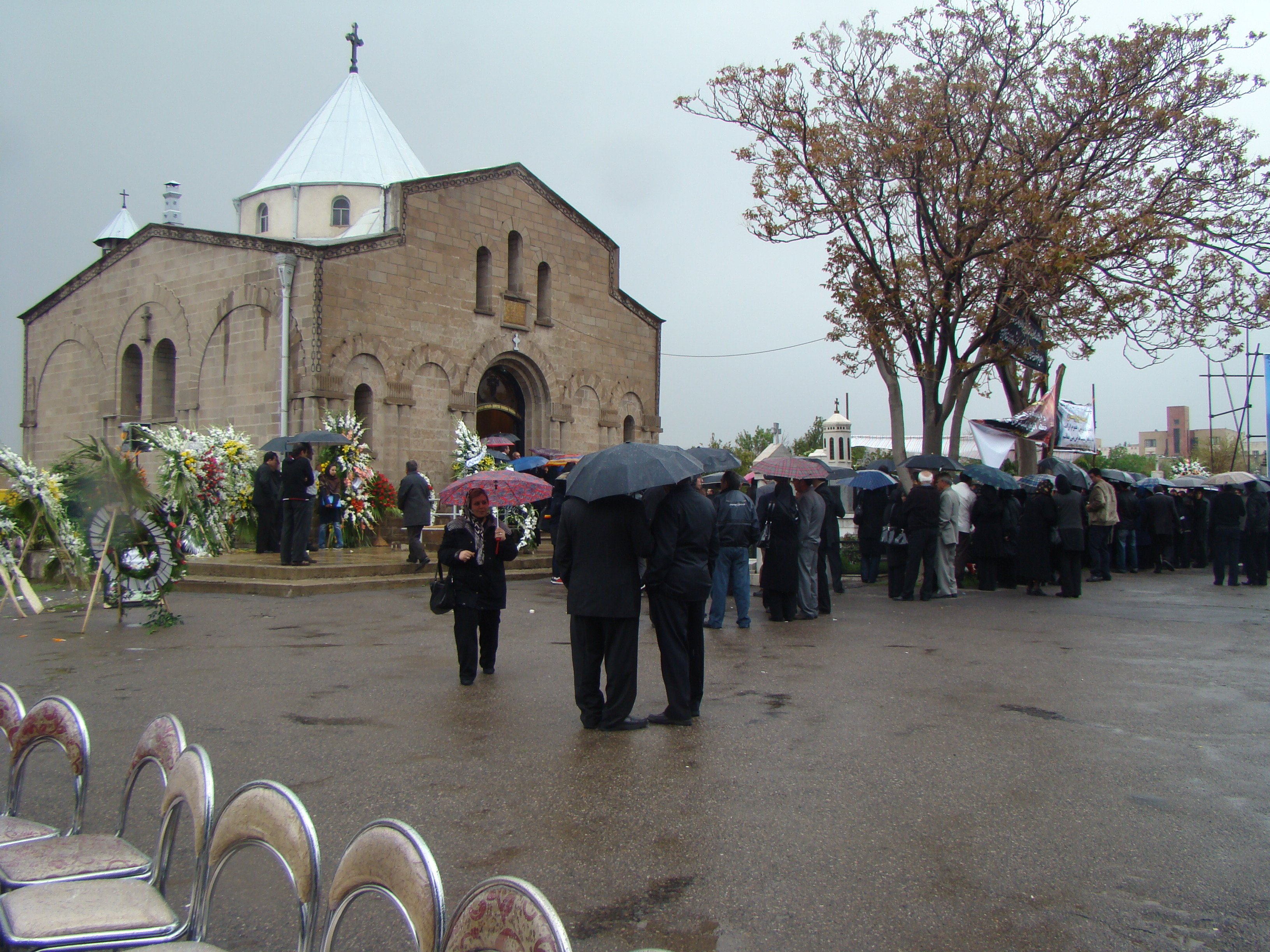
خاكسپاری جناب نشان توپوزيان - تبريز

پلان این کلیسا، به تبعیت از کلیساهای ارامنه، با الگوی بازیلیک طراحی شده‌است. چهار ستون مربع شکل در وسط پلان واقع شده و فضای داخلی را به دو ناو در دو طرف و یک ناو میانی وسیع تر تقسیم کرده‌است. گنبد رک این بنا در وسط پلان و بر روی چهار ستون ذکر شده بنا شده. ورودی بنا مانند اکثر کلیساهای ارامنه در ضلع غربی و روبه روی محراب تعبیه شده‌است. از فضاهای متداول در الگوی کلیساهای ارامنه اتاق‌های رختکن دو طرف محراب، به علت کاربری خاص این کلیسا (مراسم نماز و ادای احترام به میت)، حذف شده‌اند.
نماهای خارجی کلیسا با نمای سنگی (سنگ‌های پاکتراش هم اندازه) در سه ضلع شمالی، جنوبی و غربی با جفت پایه‌هایی با قوس‌های نیم دایره و بیضی قاب بندی شده‌است.
در تاریخ ۲۴ مهر ۱۳۸۶ پیکر اسقف اعظم ارمنی‌های تبریز، نشان توپوزیان در این محل و در جلوی درب ورودی کلیسا دفن گردیده‌است.

## نگارخانه

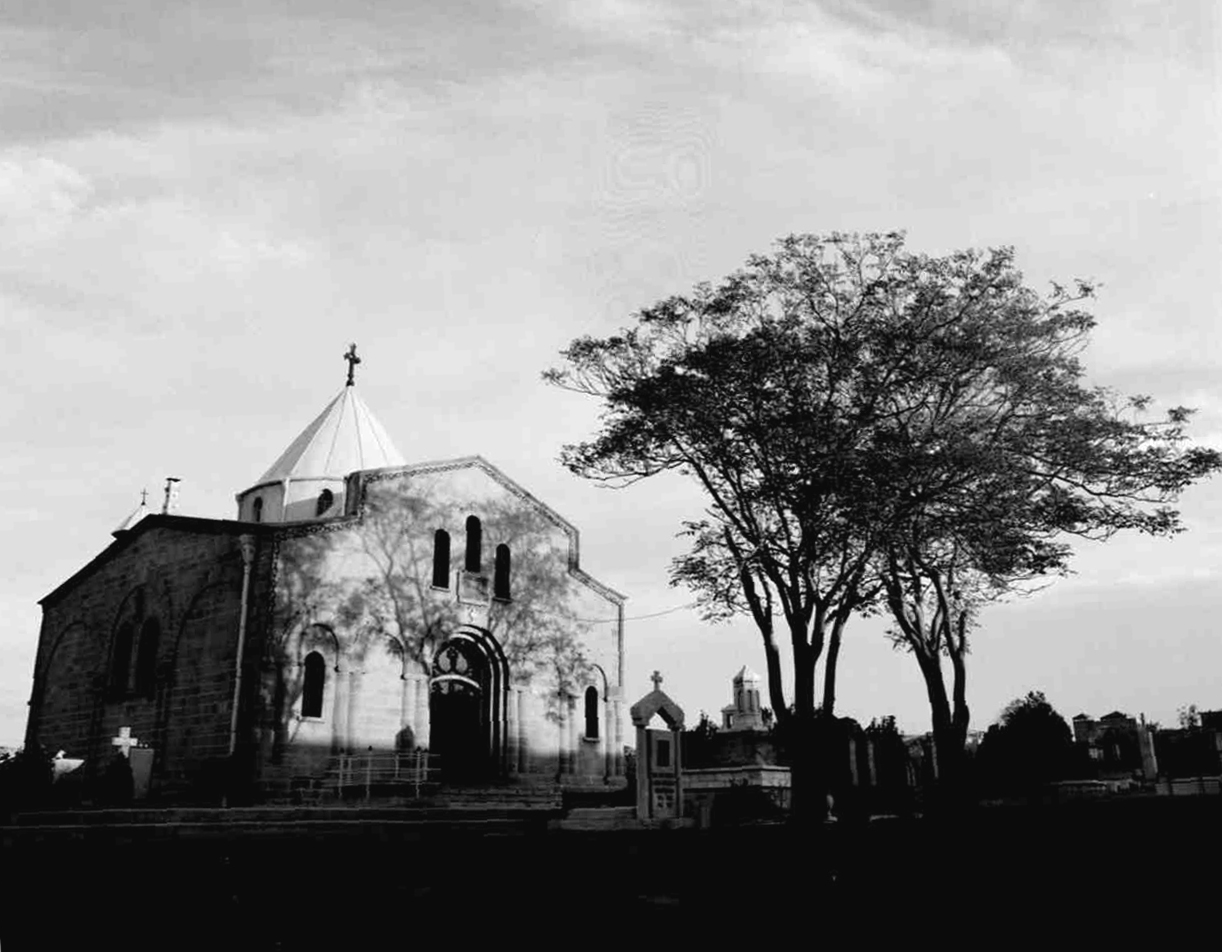
کلیسای شوغاقات از حیاط غربی
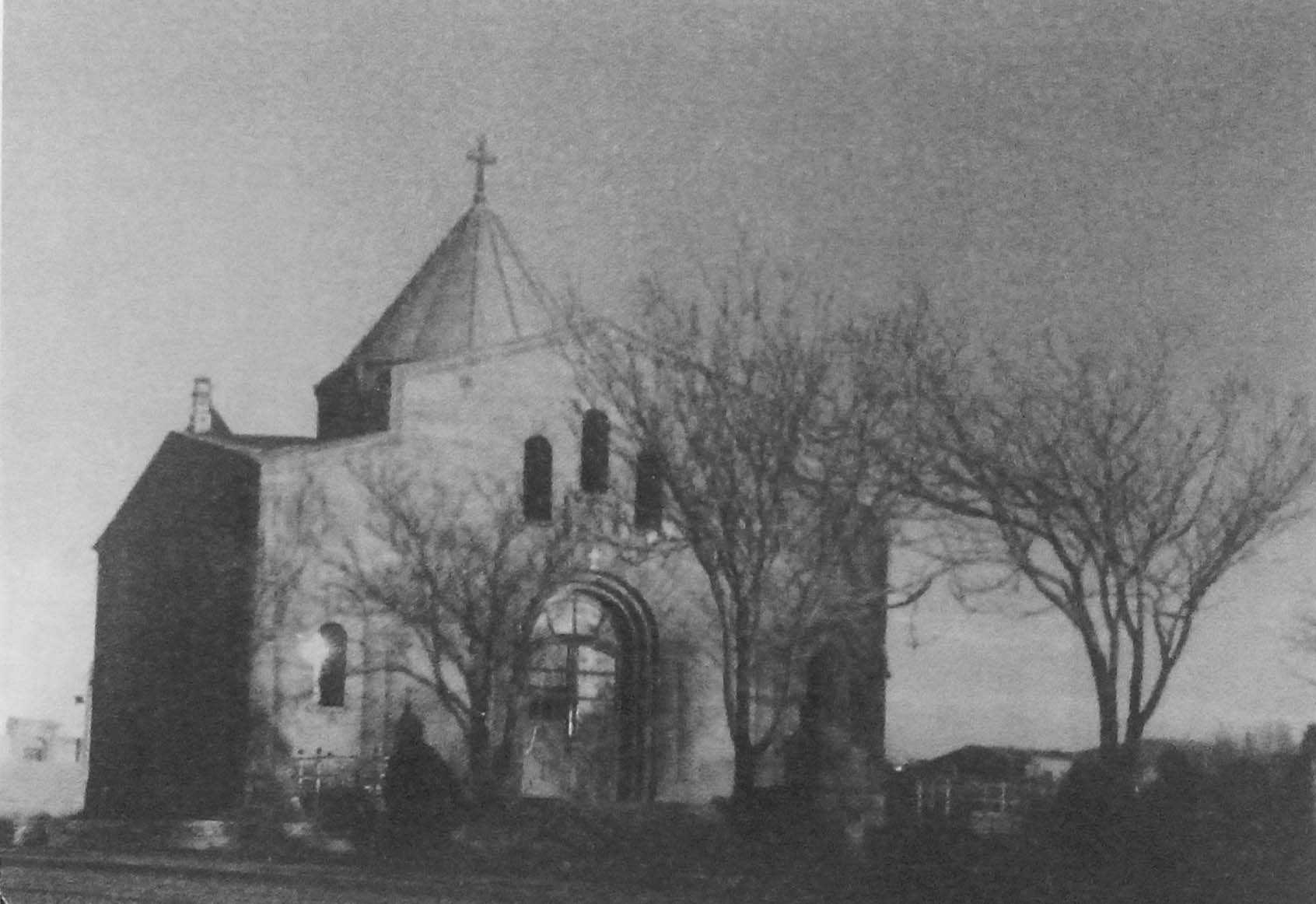
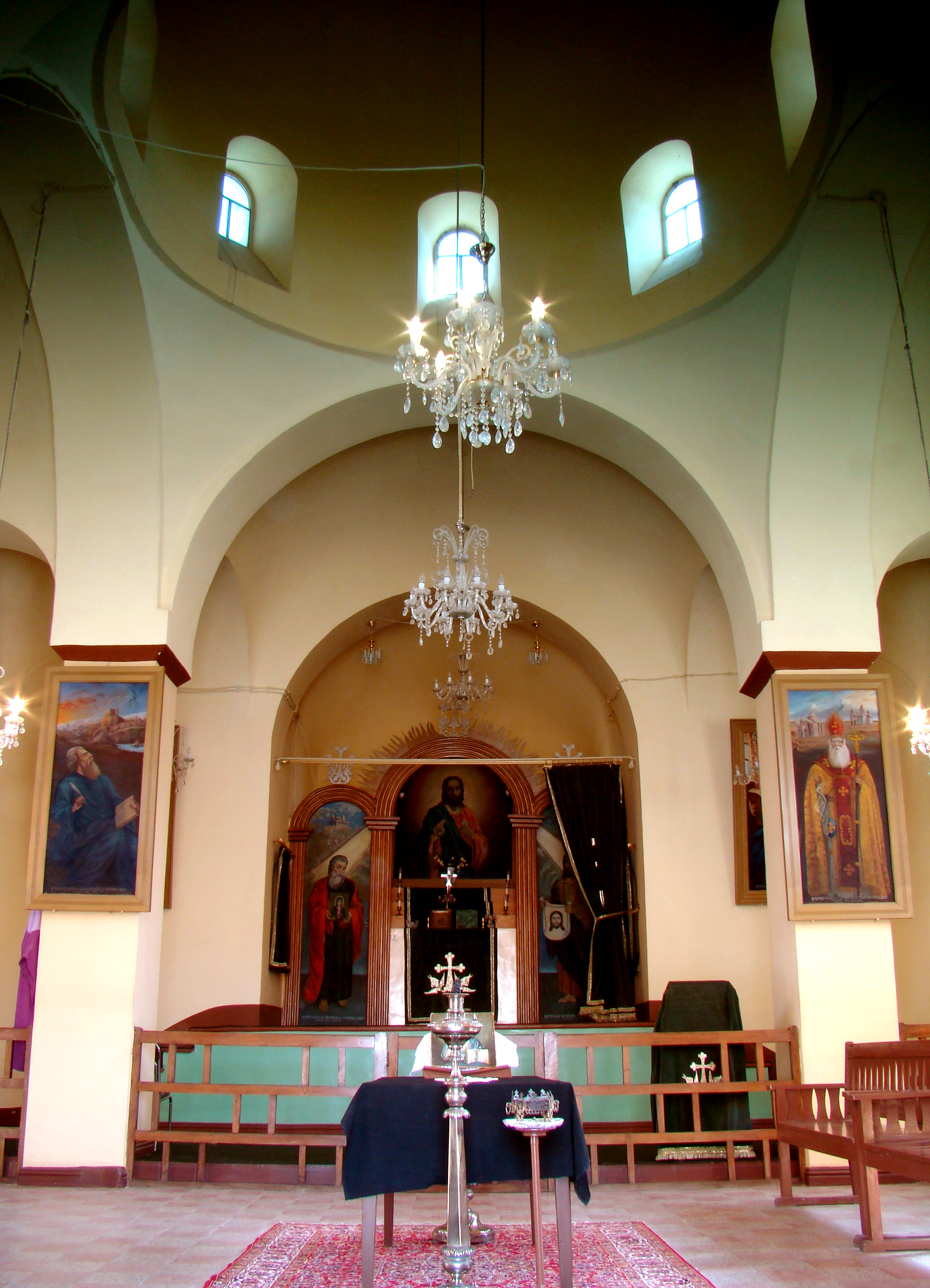
صحن اصلی کلیسای شوغاقات
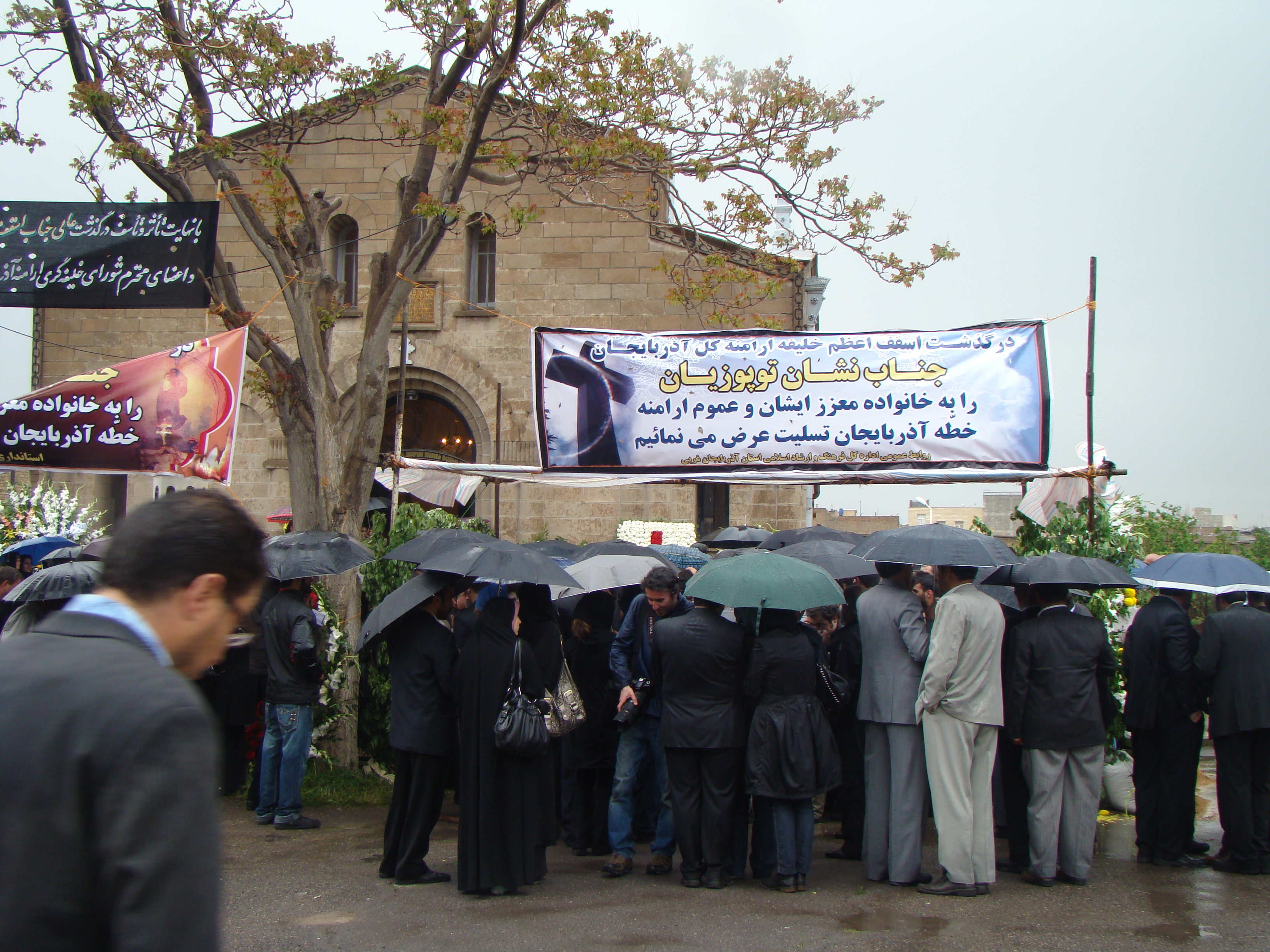
خاکسپاری نشان توپوزیان اسقف ارامنه آذربایجان